# 개구리매
개구리매(영어: eastern marsh harrier, 학명: Circus spilonotus)는 수리과에 속하는 맹금류 종이다.

## 개요
몸길이 40~60cm 정도로 암컷이 더 크며, 수컷의 깃의 색깔은 자갈색이고 암컷은 회갈색이다. 한국에서는 나그네새이며, 봄과 가을에 드물게 스쳐 지나가거나 겨울을 나기도 한다. 지대나 습지에서 수초 위에 둥지를 틀고 4~5개의 알을 낳는다.

## 서식
바이칼호, 러시아, 몽골, 중국 북동부의 헤이룽장 유역, 일본 홋카이도 등지에서 서식한다.

## 먹이
개구리를 즐겨 먹는다고 해서 개구리매라는 이름이 붙여졌지만 설치류와 양서류, 작은 새와 벌레 등을 고루 잡아먹는다.

## 기타
대한민국의 천연기념물 323-3호로 지정 보호되고 있다. 한국에는 개구리매속의 맹금류 중 개구리매, 잿빛개구리매, 알락개구리매 등 3종이 도래함이 확인되었다. 유럽개구리매와 같은 종으로 취급된 적도 있으나, 현재는 별개의 종으로 다뤄진다.